# IC 2661
IC 2661 је спирална галаксија у сазвјежђу Лав која се налази на листи објеката дубоког неба у Индекс каталогу.
Деклинација објекта је + 13° 36' 32" а ректасцензија 11h 15m 29,1s. Привидна величина (магнитуда) објекта IC 2661 износи 14,3 а фотографска магнитуда 15,1. IC 2661 је још познат и под ознакама CGCG 67-43, PGC 34330.